# 陁鎖
陁鎖（?—?），金国契丹族起事领袖。本来是金国的群牧使，金章宗承安元年（1196年），他和耶律德寿率众在信州反金，改元身圣，聚众号称十万，远近震骇，后被金国丞相完颜襄所破。